# Tomas Antonelius
Tomas Antonelius (született: Tomas Gustafsson) (Stockholm, 1973. május 7. –) svéd válogatott labdarúgó.
A svéd válogatott tagjaként részt vett a 2000-es Európa és a 2002-es világbajnokságon.

## Sikerei, díjai
AIK
- Svéd bajnok (1): 1998
- Svéd kupadöntős (2): 1996–97, 1998–99

FC København
- Dán bajnok (1): 2002–03